# 정수열 (1950년)
정수열(鄭秀洌, 1950~)은 대한민국 방송인이다.

## 생애
정수열 사장은 전라북도 정읍시 덕천면 우덕리에서 태어난 방송인이다. 경희대 신문방송학과를 나와서 언론학 박사 과정을 마쳤으며, 1977년 MBC 라디오국 PD로 방송계에 몸을 담은 이후 MBC 프로덕션 이사, 사장 직무대행을 거쳐 충주 문화방송 대표이사 사장을 역임했다. MBC라디오의 간판프로인 '격동 30년'을 제작했으며, '한올의 실을 위한 노래'로 ABU 특별상을 수상했다.  극동대학교 언론홍보학과 석좌교수로 재직 중, 경기방송 대표이사로 선임되었다.  아시아리더십그룹의 홍익분야 아시아 리더로 선정되었다.

## 경력
- 1977 MBC 라디오제작국 PD
- 1987 MBC 라디오제작국 차장
- 1997 MBC 라디오편선기획팀장
- 1999 MBC 라디오국 위원
- 2005 MBC 프로덕션 이사
- 2008 충주 MBC 대표이사 사장
- 2010 극동대 언론홍보학과 석좌교수
- 2019 경기방송(KFM) 제작부문 사장

## 학력
- 경희대 신문방송학과 졸업

## 상훈
- 2008 경희언론문화인상
- 2019 아시아리더 홍익상